# Henryk Rowid
Henryk Rowid, właśc. Naftali Herz Kanarek (ur. 12 listopada 1877 w Rzeszowie, zm. 31 sierpnia 1944 w KL Auschwitz-Birkenau) – nauczyciel polski, teoretyk pedagogiki, działacz oświatowy.
Inicjator szkoły twórczej, zwolennik gruntownego pedagogicznego przygotowania nauczycieli oraz organizator państwowych kursów nauczycielskich w Krakowie.
Cechy szkoły twórczej:
- oparta na systemie klasowo-lekcyjnym (placówka siedmioklasowa, klasy trzydziestoosobowe podzielone na pięcioosobowe zespoły)
- każda klasa była jednocześnie pracownią
- zasada działania zgodna z ideą kooperacji i solidarności
- nastawienie na samodzielną pracę dziecka (zamiast podręczników korzystano z tekstów źródłowych co zmuszało do samodzielnej interpretacji)

## Życiorys
Jeszcze jako Naftali Kanarek egzamin dojrzałości zdał w 1904 w  Wyższej Szkole Realnej w Tarnowie (obecnie III LO w Tarnowie). W 1912 objął redakcję „Ruchu Pedagogicznego”. Jego działalność zmierzała do podniesienia poziomu wiedzy nauczycieli szkół powszechnych. Realizację podjął organizując od 1913 roku kursy wakacyjne, z których wyrósł w 1923 roku Inst. Pedagogiczny ZNP, a wcześniej otwarcie za jego sprawą w 1920 w Krakowie kursy nauczycielskie. W 1933 roku zostało mu odebrane stanowisko w  1933 redakcji „Ruchu Pedagogicznego” w 1934 objął redakcję „Chowanny”. Kładł on nacisk na stworzenie polskiej koncepcji systemu dydaktyczno-wychowawczego, której dał nazwę szkoły twórczej na wzór „szkoły pracy”.
Wśród jego uczniów znaleźli się m.in. Jadwiga Bojanowska, Władysław Węglowski, Zdzisława Bytnarowa.